# Canadian Bankers Association

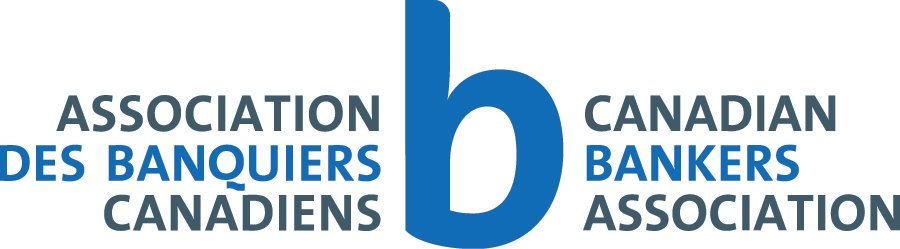
Logo der Canadian Bankers Association

Die Canadian Bankers Association (CBA; französisch: Association des banquiers canadiens) ist eine Interessengemeinschaft von Banken in Kanada sowie von Banken ausländischer Geldhäuser, die in Kanada operieren. Die Interessengemeinschaft wurde im Jahre 1891 in Montreal, Quebec gegründet und zählt zu den ältesten Vereinigungen dieser Art in Kanada.
Die CBA veröffentlicht aktuelle Entwicklungen, die das Banksystem in Kanada betreffen. Somit ist die Vereinigung eine führende Informationsquelle im Bereich Finanzen sowie für statistische Auswertungen. Das kanadische Bankensystem wurde während der Weltwirtschaftskrise als eines der sichersten der Welt durch das World Economic Forum in drei aufeinander folgenden Jahren ausgezeichnet.
Die CBA hat Niederlassungen in Toronto, Ottawa und Montreal.

## Mitglieder
Insgesamt sind 59 Banken Mitglied bei der Vereinigung.

### Schedule I Banks
In dieser Kategorie sind vor allem die kanadischen Vollbanken. Die staatlicher Aufsicht unterstehen und auch unter der kanadischen Einlagensicherungsbehörde stehen.
- Bank of Montreal
- RBC Financial Group
- Scotiabank
- TD Bank Financial Group
- Bank West
- Bridgewater Bank
- Canadian Imperial Bank of Commerce
- Canadian Western Bank
- Laurentian Bank of Canada
- Citizens Bank of Canada
- Dundee Bank of Canada
- Manulife Bank of Canada
- National Bank of Canada
- Pacific & Western Bank of Canada
- President’s Choice Bank
- Canadian Tire Bank

### Schedule II Banks
In dieser Kategorie fallen ausländische Banken, die unter der kanadischen Aufsichtsbehörde stehen und formelle Voraussetzungen erfüllen, um einen Bankbetrieb innerhalb des Landes zu betreiben. In der Regel handelt es sich um Niederlassungen und Tochtergesellschaften von Banken oder Unternehmen die auch als Vollbanken zugelassen sein können. Die Einlagen sind durch die Einlagensicherung abgesichert.
- Amex Bank of Canada
- Bank of China (Canada)
- Bank of Tokyo – Mitsubishi UFJ (Canada)
- BNP Paribas (Canada)
- Citibank Canada
- Habib Bank AG Zurich (Canada)
- HSBC Bank Canada
- ICICI Bank Canada
- Industrial and Commercial Bank of China (Canada)
- ING Bank of Canada
- J.P. Morgan Bank Canada
- Korea Exchange Bank of Canada
- BofA Canada Bank
- Mega International Commercial Bank (Canada)
- Société Générale (Canada)
- State Bank of India (Canada)
- Sumitomo Mitsui Banking Corporation of Canada
- UBS Bank
- Walmart Canada Bank

### Schedule III Banks
Darunter fallen ausländische Geldinstitute die über keine Vollbanklizenz in Kanada verfügen. Diese bieten nur Finanzdienstleistungen an wie bspw. Wertpapierhandel.
- Bank of America, N.A (Canada Branch)
- Bank of New York Mellon
- Barclays Bank PLC, Canada Branch
- Capital One Bank (Canada Branch)
- Citibank N.A.
- Comerica Bank (Canada)
- Deutsche Bank A.G.
- HSBC Bank USA, N.A.
- JPMorgan Chase Bank, N.A
- Maple Bank GmbH
- Mizuho Corporate Bank Ltd., Canada Branch
- Société Générale (Canada Branch)
- The Royal Bank of Scotland, N.V.
- State Street Bank and Trust Company
- USB AG (Canada Branch)
- Credit Suisse, (Toronto Branch)
- PNC Bank Canada Branch